# 缅北棘蛙
缅北棘蛙（学名：Rana arnoldi）为蛙科蛙属的两栖动物。在中国大陆，分布于云南（存疑）、西藏等地，主要生活于中小山溪或泉水流溪内。其生存的海拔范围为910至1540米。该物种的模式产地在缅甸北部。